# Dom przy ul. Kamiennogórskiej 11 w Chełmsku Śląskim
Dom przy ul. Kamiennogórskiej 11 w Chełmsku Śląskim – znajdujący się w powiecie kamiennogórskim, w Chełmsku Śląskim.
Budynek mieszkalny, murowany z końca XVIII w. Wpisany na listę zabytków w 1965 r. Obecnie obiekt popada w ruinę. Była Giełda Przędzalnicza.